# Organización territorial de Albania

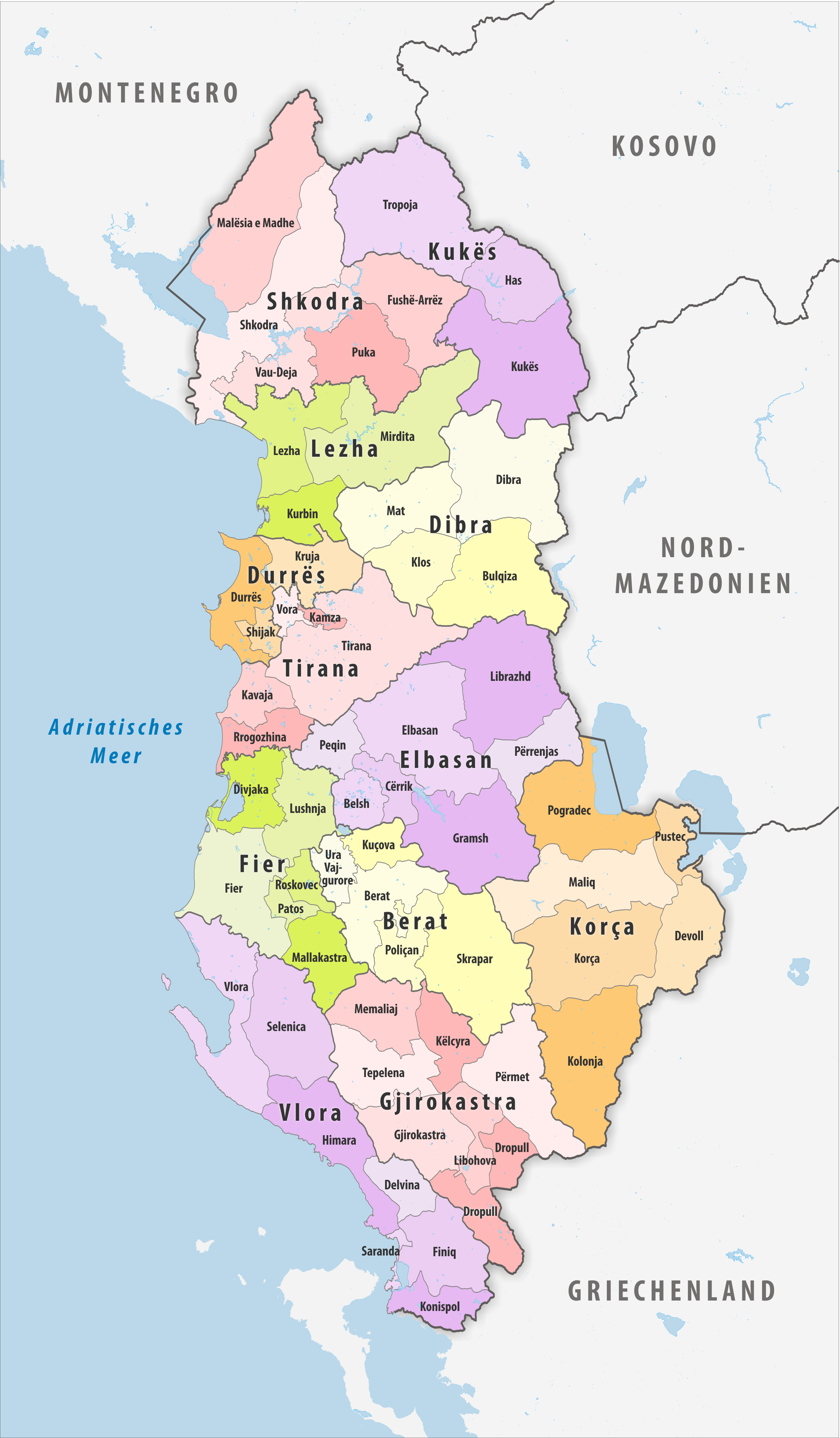
Subdivisiones de Albania.

Albania es un estado unitario que se subdivide en tres niveles: 12 condados (qark), 61 municipios (bashkia), 373 comunas y 2972 aldeas.
Desde su declaración de independencia en 1912, Albania ha reorganizado sus divisiones administrativas internas en 21 ocasiones. Sus límites internos se han ampliado o subdividido en prefecturas, condados, distritos, subprefecturas, municipios, comunas, barrios o distritos, aldeas y localidades. Los cambios más recientes se realizaron en 2014 y entraron en vigor en 2015.

## Jerarquía administrativa
Albania, según la ley n.° 115/2014 del 31 de julio de 2014, se encuentra subdividida de la siguiente manera:

- 12 condados (en albanés y oficialmente qark/qarku, pero a menudo prefekturë/prefektura, a veces traducido como prefectura).
- 61 municipios (en albanés bashkia).
- 373 comunas.

### Composición de cada nivel
Los consejos de cada condado están formados por los alcaldes de todos los municipios de la zona. Son responsabilidad de determinadas tareas de la administración local, que se definen en la Ley de Organización y Función de la Administración Local del año 2000. Sin embargo, las administraciones locales dependen en gran medida del gobierno central. También nombra a los prefectos que actúan como el órgano de supervisión del gobierno en cada condado y proporcionan las funciones no delegadas de las empresas locales.
Aunque los distritos han sido abolidos y relevados de sus deberes administrativos, siguen siendo omnipresentes en la vida cotidiana albanesa. A diferencia del condado de nivel superior, los distritos correspondían a las regiones tradicionales (por ejemplo, Mirdita, Dibra, Mat, Has, Tropoja, Kolonja, Skrapar) o las ciudades con su circunscripción ancestral (por ejemplo, Tirana, Elbasan, Librazhd, Gramsh, Gjirokastra). Las viejas, pero todavía utilizadas, placas de matrícula de vehículos y la lista de códigos ISO 3166-2 para Albania todavía se dividen en distritos.

## Divisiones administrativas

### Condados
Los condados son el primer nivel de gobierno local y son administrados por el prefecto (prefekti) y un consejo del condado (këshilli i qarkut). La prevect es nombrada representante del consejo de ministros. Después del año 2000, se crearon 12 condados en total.
|  | 1. Berat 2. Dibër 3. Durrës 4. Elbasan 5. Fier 6. Gjirokastër 7. Korçë 8. Kukës 9. Lezhë 10. Shkodër 11. Tirana 12. Vlorë |

### Municipios
El segundo nivel de gobierno está constituido por los municipios (bashki), que han resultado de la fusión de varios antiguos municipios y comunidades. Son dirigidos por un alcalde (kryebashkiak o kryetar bashkie) y un consejo municipal (k'shilli bashkiak), elegido cada 4 años. Los municipios se subdividen en unidades de gobierno local (njësi të qeverisjes vendore). Después de 2014, hay 61 municipios en total.

### Comunas
Hay 373 unidades o comunas dentro de Albania.

## Historia
Desde su independencia en 1912, Albania ha sufrido diversas reformas en su organización territorial. El cambio más significativo se realizó en 1991, cuando se añadieron 10 nuevos distritos a los 26 ya existentes desde la anterior reforma de 1959. Desde entonces se realizaron cambios menores hasta llegar a tener de 36 distritos agrupados en 12 condados, previo a su abolición en 2014.

### Distritos
Cada uno de los condados de Albania está dividido a su vez en varios distritos o rrethe, haciendo un total de 36 en todo el país. La capital, Tirana, tiene un estatuto especial. Los distritos eran:
| Mapa de los distritos de Albania entre 1959 y 1991. | Mapa de los distritos de Albania entre 1991 y 2014. | 1. Distrito de Berat 2. Distrito de Bulqizë 3. Distrito de Delvinë 4. Distrito de Devoll 5. Distrito de Dibër 6. Distrito de Durrës 7. Distrito de Elbasan 8. Distrito de Fier 9. Distrito de Gjirokastër 10. Distrito de Gramsh 11. Distrito de Has 12. Distrito de Kavajë 13. Distrito de Kolonjë 14. Distrito de Korçë 15. Distrito de Krujë 16. Distrito de Kuçovë 17. Distrito de Kukës 18. Distrito de Kurbin | 1. Distrito de Lezhë 2. Distrito de Librazhd 3. Distrito de Lushnjë 4. Distrito de Malësi e Madhe 5. Distrito de Mallakastër 6. Distrito de Mat 7. Distrito de Mirditë 8. Distrito de Peqin 9. Distrito de Përmet 10. Distrito de Pogradec 11. Distrito de Pukë 12. Distrito de Sarandë 13. Distrito de Shkodër 14. Distrito de Skrapar 15. Distrito de Tepelenë 16. Distrito de Tirana 17. Distrito de Tropojë 18. Distrito de Vlorë |